# Университет штата Миссури
Университет штата Миссури (англ. Missouri State University, сокращённо MSU) — публичный университет, расположенный в Спрингфилде, штат Миссури, США. Университет открылся в 11 июня 1906 года в качестве педагогического колледжа, статус университета получил в 1972 году. В 2015 году в университете обучалось свыше 22 тыс. студентов, педагогический штат насчитывал 1124 преподавателя. С 2000 года действует филиал университета в китайском Даляне. В рейтинге лучших региональных университетов Среднего Запада U.S. News & World Report в 2014 году Университет штата Миссури занял 68-е место.

## История
Акт об основании университета был подписан 17 марта 1905 года. Изначально учебное заведение называлось Нормальная школа четвёртого округа, её задачей была подготовка учителей для преподавания в публичных школах. 11 июня 1906 года университет официально открылся, на первый курс было зачислено 543 студента. Первое здание в кампусе университета было построено в январе 1909 года. Сейчас оно называется Кэррингтон-Холл и является административным центром университета.
К 1919 году учебное заведение приобрело региональный статус, его название было изменено на Юго-Западный преподавательский колледж штата Миссури (Southwest Missouri State Teacher’s College). В межвоенный период в учебный план были добавлены либеральные искусства и науки. В 1945 году название колледжа вновь изменилось, он стал называться Юго-Западный колледж штата Миссури (Southwest Missouri State College). В 1950-х и 1960-х колледж существенно увеличился, с ростом числа студентов в кампусе появились новые общежития, существенно возросло число подготовленных магистров и докторов. В 1972 году колледж получил статус университета, название изменилось на Юго-Западный университет штата Миссури (Southwest Missouri State University). В 1973 году число зачисленных в университет студентов впервые превысило отметку в 10 тыс. человек.
К 1985 году университет занимал второе место по числу студентов среди публичных университетов штата. В 1990 году число студентов превысило 20 тыс. человек. С середины 1980-х годов администрация вуза добивалась его переименования, дабы отразить в названии, что университет вышел на уровень всего штата, а не отдельного его региона. 17 марта 2005 года, после утверждения палатой представителя штата, губернатор Мэтт Блант подписал указ о присвоении университету его нынешнего названия.

## Спорт

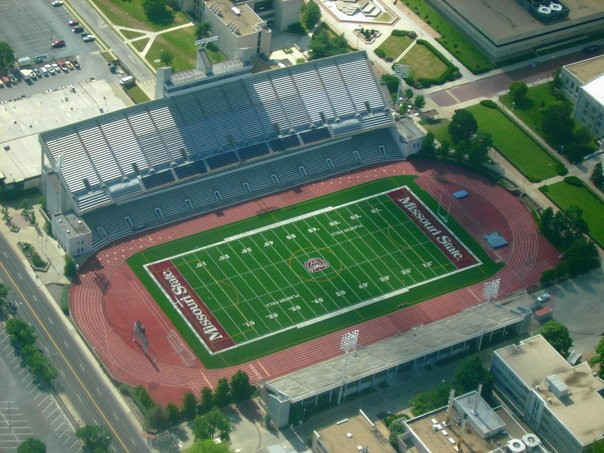
Стадион имени Роберта Пластера

Университет штата Миссури состоит в первом дивизионе NCAA. У университета есть команды по баскетболу, гольфу, футболу, плаванию (все женские и мужские), бейсболу, американскому футболу (обе только мужские), бегу, хоккею на траве, софтболу и волейболу (все только женские). Университет состоит в Конференции Missouri Valley по всем видам спорта кроме американского футбола (конференция Missouri Valley Football), мужского плавания и хоккея на траве (оба вида в конференции Mid-American). Все спортивные команды университета носят название «Беарз» (Медведи), маскотом является Медведь Бумер.
Университет штата Миссури также спонсирует несколько сильных клубных команд. Гандбольная команда, созданная в 1988 году, десять раз выигрывала национальный чемпионат среди команд колледжей. В 2001 году университет создал хоккейную команду, которая выступает в первом дивизионе Американской студенческой хоккейной ассоциации. Домашние матчи команда играет на арене Mediacom Ice Park. Созданная в 2003 году клубная команда по лакроссу играет во втором дивизионе конференции Great Rivers Lacrosse. Также университет имеет команды по боулингу, стрельбе из пистолета, родео, роликовому хоккею, борьбе и водным лыжам.
Университету принадлежит построенный в 1941 году стадион имени Роберта Пластера, на котором выступают команды по футболу и американскому футболу. Стадион был дважды реконструирован — в 1991 и 2014 годах, сейчас он вмещает 17,5 тыс. зрителей. В 2008 году университет построил баскетбольную арену JQH Arena, которая вмещает 11 тыс. зрителей. Помимо проведения матчей по баскетболу на арене устраивают концерты и другие мероприятия.

## Известные выпускники
- Рой Блант — член Палаты представителей США и сенатор.
- Дэвид Гласс — бизнесмен, бывший президент и главный исполнительный директор Walmart, владелец бейсбольной команды «Канзас-Сити Роялс».
- Фрэнк Грэсс — генерал армии США, начальник бюро национальной гвардии США.
- Джон Гудмен — актёр и продюсер, лауреат премий «Золотой глобус» и «Эмми».
- Дон С. Дэвис — актёр и художник.
- Брэд Зиглер — бейсбольный питчер.
- Шон Маркум — бейсболист.
- Мэтт Пикенс — футбольный вратарь.
- Тодд Тайарт — член Палаты представителей США от Канзаса.
- Кэтлин Тёрнер — актриса, лауреат премий «Золотой глобус».
- Тесс Харпер — актриса.
- Райан Ховард — бейсболист.
- Боб Холден — губернатор Миссури в 2001—2005 годах.